# Laelaps (animal)
Laelaps es un género de ácaros perteneciente a la familia  Laelapidae.

## Especies
- Laelaps acuminata – Oecomys[2]
- Laelaps agilis – Rattus[3]
- Laelaps alaskensis – Blarina, Dicrostonyx, Lemmiscus, Lemmus, Microtus, Mustela, Myodes, Myotis, Napaeozapus, Ochrotomys, Ondatra, Onychomys, Parascalops, Peromyscus, Phenacomys, Poliocitellus, Sorex, Synaptomys, Thomomys[4]
- Laelaps boultoni – Neacomys, Sigmodon, Oligoryzomys, Oecomys, Heteromys[5]
- Laelaps castroi – Oligoryzomys[2]
- Laelaps clethrionomydis – Microtus,[6] Myodes[3]
- Laelaps conula – Rhipidomys[5]
- Laelaps crinigera – Oryzomyini[7]
- Laelaps dearmasi – Zygodontomys[5]
- Laelaps differens[2]
- Laelaps echidnina  – Rattus,[5] Didelphis, Sigmodon,[6] Mus, Peromyscus, Sylvilagus[3]
- Laelaps evansi – Neofiber[6]
- Laelaps exceptionalis – "wild rat"[5]
- Laelaps flexa – Microryzomys[2]
- Laelaps giganteus – Lemniscomys
- Laelaps incilis – Microtus, Neotamias, Peromyscus[3]
- Laelaps kochi – Blarina, Corynorhinus, Dicrostonyx, Dipodomys, Glaucomys, Microtus, Mustela, Myodes, Napaeozapus, Neotamias, Neovison, Neurotrichus, Ondatra, Peromyscus, Phenacomys, Sigmodon, Sorex, Synaptomys, Tamias, Zapus[4]
- Laelaps lavieri – Mus[8]
- Laelaps lemmi – Lemmus[3]
- Laelaps liberiensis – Mastomys
- Laelaps manguinhosi – Holochilus, Nectomys, Neusticomys, and various other mammals[5]
- Laelaps mazzai – Calomys, Oligoryzomys[7]
- Laelaps multispinosa – Castor, Didelphis, Microtus, Mustela, Neovison, Ondatra, Peromyscus, Procyon[9]
- Laelaps muricola – Mastomys
- Laelaps muris – Microtus, Ondatra[3]
- Laelaps navasi – Oryzomyini[7]
- Laelaps nuttalli – Mus, Ochrotomys, Peromyscus,[3] Rattus,[5] Sciurus[10]
- Laelaps ovata – Nephelomys[5]
- Laelaps paulistanensis – Rhipidomys, Oryzomyini[2]
- Laelaps pilifer – Oryzomyini[2]
- Laelaps spicata – Oryzomyini[7]
- Laelaps stupkai – Synaptomys[10]
- Laelaps surcomata – Rhipidomys[7]
- Laelaps thori[5]